# Sturmiopsis setifrons
Sturmiopsis setifrons är en tvåvingeart som beskrevs av Louis-Paul Mesnil 1977. Sturmiopsis setifrons ingår i släktet Sturmiopsis och familjen parasitflugor.
Artens utbredningsområde är Madagaskar. Inga underarter finns listade i Catalogue of Life.